# Polypodium koenigii
Polypodium koenigii là một loài dương xỉ trong họ Polypodiaceae. Loài này được Blume Baker mô tả khoa học đầu tiên năm 1867.